# Teorema de embebido de Hahn
En matemáticas, especialmente en el área del álgebra abstracta, que trata de las estructuras ordenadas en forma de grupo abeliano, el teorema de embebido de Hahn ofrece una descripción simple de todos los grupos abelianos ordenados linealmente. Lleva el nombre de Hans Hahn.

## Resumen
El teorema establece que todo grupo abeliano linealmente ordenado G puede ser embebido como un subgrupo ordenado del grupo aditivo ℝΩ dotado de un orden lexicográfico, donde ℝ es el grupo aditivo de los números reales (con su orden estándar), Ω es el conjunto de las clases de equivalencia de Arquímedes de G, y ℝΩ es el conjunto de todas las funciones de Ω a ℝ que se anulan fuera de un conjunto dotado de buen orden.
Sea 0 el elemento neutro de G. Para cualquier elemento g distinto de cero de G, exactamente uno de los elementos g o -g es mayor que 0. Este elemento se denota como |g|. Dos elementos distintos de cero g y h de G son equivalentes de Arquímedes si existen dos números naturales N y M tales que N|g| > |h| y M|h| > |g|. Intuitivamente, esto significa que ni g ni h son infinitesimales con respecto al otro. El grupo G es arquimediano si todos los elementos distintos de cero cumplen la equivalencia de Arquímedes. En este caso, Ω es un conjunto unitario, por lo que ℝΩ coincide con el grupo de los números reales. Entonces, el teorema de embebido de Hahn se reduce al teorema de Hölder (que establece que un grupo abeliano ordenado linealmente es arquimediano si y solo si es un subgrupo del grupo aditivo ordenado de los números reales).
Gravett (1956) dio un enunciado claro y una demostración del teorema. Los artículos de Clifford (1954) y Hausner y Wendel (1952) juntos proporcionan otra demostración. Véase también Fuchs y Salce (2001, p. 62).